# Yersey
Yersey (Indonesisch: Gunung Yersey) is een submariene vulkaan in de Bandazee in de Indonesische provincie Oost-Nusa Tenggara.